# Institut Tribune socialiste
L'Institut Tribune socialiste, histoire et actualité des idées du PSU (ITS) est un fonds de dotation situé dans les locaux du dernier siège du PSU au 40 rue de Malte, 75011 Paris.

## Historique
L'Institut Tribune socialiste a été créé en 2013, à la suite de la commémoration du cinquantenaire de la naissance du Parti socialiste unifié (PSU) en 2010. Il a été fondé avec le soutien de nombreuses personnalités, parmi lesquelles Michel Rocard, Stéphane Hessel, Henri Leclerc, Michelle Perrot, Charles Piaget, Edgar Morin, Jacques Sauvageot... par quatre associations constituées par d'anciens membres du PSU : l'association Les Amis de Tribune socialiste (ATS), l'Institut Edouard Depreux (IED), l'Association des Amis de Victor et Paule Fay (AAVPF) et l'Association ESU-PSU et UNEF années 60 ; elles siègent à son conseil d'administration, en même temps que des personnalités qualifiées.

## Objectif
Les objectifs de l'ITS sont :
- d'entretenir le patrimoine intellectuel du PSU et d'organismes proches ;
- de transmettre et faire vivre les valeurs et les idées du PSU et organismes proches dans les réflexions et les débats actuels.

## Activités
L'Institut Tribune socialiste organise ses réflexions et actions autour de deux axes, histoire et actualité. Ses principales actions sont :
- constitution d'un fonds documentaire ;
- travaux de recherche et soutien à des travaux de recherche ;
- organisation de séminaires, rencontres et débats ;
- publications et soutien à des publications extérieures ;
- animation d'un site Internet, d'une lettre d'information et de réseaux sociaux (page Facebook et un fil Twitter).

Les réunions publiques organisées par l'ITS ont lieu dans l'espace-accueil du Maltais rouge, également situé au 40 rue de Malte, 75011 Paris.

### Archives
L'Institut Tribune socialiste abrite un centre d'archives et de documentation, le Centre Jacques Sauvageot (animé par ce dernier avant son décès), qui regroupe des livres et périodiques liés à l'histoire du PSU ainsi que des fonds d'archives déposés par d'anciens membres de ce parti.

### Publications
L'Institut Tribune socialiste dispose de plusieurs publications.
Les Cahiers de l’ITS (qui proposent des reproductions de documents et des nouvelles contributions sur des sujets d’actualité ou des questions historiques sur lesquelles est intervenu le PSU) :
- Décoloniser la province : la vie régionale en France, Georges Gontcharoff, Jean Le Garrec, Michel Rocard, éditions Bruno Leprince, 2013
- Le PSU s’affiche : 30 ans d’affiches politiques, collectif Le sceau et la colle, éditions Bruno Leprince, 2013.
- Les travailleurs peuvent-ils gérer l’économie ?, Annick Coupé, Thomas Coutrot et Jacques Rigaudiat, éditions Bruno Leprince, 2013.
- Portugal 1974-2014 de la révolution à l’effondrement du modèle néo-libéral, contributions d’Abraham Behar, Alain Joxe, Luis Moita, Bernard Ravenel et Cristina Semblano, éditions  Bruno Leprince, 2014.
- La crise du travail : les liens sociaux en question, ouvrage collectif, éditions Bruno Leprince, 2015.
- 1975. La défaite américaine au Vietnam, Abraham Béhar, Marcel-Francis Kahn, Marie-Hélène Lavallard, Bernard Ravenel, éditions Bruno Leprince, 2015.
- À la Une ! Tribune socialiste (1960-1982) hebdomadaire du PSU, préface de Bernard Langlois et postface de Denis Sieffert, éditions Bruno Leprince, 2016.
- Le choix de la non-violence : crise du Covid-19, vulnérabilité, interdépendance et non-violence, Bernard Ravenel, éditions du Croquant, 2021.
- Riposter à un crime d'État. Le rôle méconnu du PSU dans la mobilisation contre la répression de la manifestation du 17 octobre 1961 à Paris, présentation de Gilles Manceron, Jean-François Merle et Bernard Ravenel, éditions du Croquant, 2021.
- Michel Mousel. Le PSU au cœur, éditions du Croquant, 2021.
- Autogestion et révolution. Charles Piaget, interventions, 1974, éditions du Croquant, 2022.
- Michel Mousel. Une vie d'engagements de la soirée d'hommage à Michel MOUSEL, 27 septembre 2021, éditions du Croquant, 2022.

La revue Les Débats de l’ITS (qui regroupe des articles de chercheurs et d’acteurs du mouvement social sur un thème d’actualité) :
- N° 1 : Les dimensions de la démocratie
- N° 2 : Les liens sociaux en question. Précarités
- N° 3 : La démocratie en actions
- N° 4 : Laïcité-Laïcités ?
- N° 5 : Les reconfigurations du travail
- N° 6 : La transformation des temps
- N°7 : Les mouvements en mouvement
- N°8-9 : Espoirs de logiques alternatives dans le monde
- N°10-11 : Immigration, quels enjeux de société ?
- N°12-13 : Crise de la démocratie, vers l’investissement citoyen permanent ?
- N°14 : Quel avenir pour la (les) gauche(s) en France... et aussi dans le monde ?
- N°15 : La santé : un immense enjeu

Une série d'ouvrages intitulée Dossiers et documents de l'ITS (ouvrages ayant trait à l'histoire du PSU) :
- Mai 68 et le PSU, Jean-Claude Gillet, éditions Bruno Leprince, 2017.
- Des droits des femmes au féminisme, Jean-Claude Gillet avec la collaboration de Josette Boisgibault, éditions du Croquant, 2021.
- Victor Fay (1903-1991). Itinéraire d'un marxiste hétérodoxe au sein du mouvement ouvrier français, Marion Labeÿ avec le soutien de l'AAVPF (Association des amis de Paule et Victor Fay), éditions du Croquant, 2023.

L'ITS a également collaboré à l'édition de plusieurs ouvrages ayant trait à l'histoire du PSU, notamment Le PSU, des idées pour un socialisme du XXIe siècle ?, Jacques Sauvageot (dir.), Presses universitaires de Rennes, 2012.